# Olympus OM-D E-M10
Olympus OM-D E-M10, ohlášený v lednu 2014, je bezzrcadlovka systému mikro 4/3. Jedná se o třetí přístroj v řadě OM-D.

## Popis
Fotoaparát je vzhledově i vlastnostmi podobný zakladateli řady OM-D, modelu E-M5. Má stejný 16megapixelový snímač a sdílí s ním i řadu dalších vlastností. V porovnání s E-M5 má E-M10 následující přednosti:
- vestavěné Wi-Fi,
- novější generaci grafického procesoru TruePic VII,
- vestavěný blesk,
- nižší prodejní cenu

a tyto nedostatky:
- jednodušší a méně účinný stabilizátor snímače,
- chybí port pro příslušenství,
- tělo není odolné proti prachu a vlhkosti.

Server Digital Photography Review mu ve své recenzi z března 2014 udělil zlatou cenu. Asociace TIPA jej v rámci svých cen TIPA Awards 2014 ocenila jako dostupný systémový kompaktní přístroj. Získal také ocenění EISA Awards 2014–2015 v kategorii Amatérský systémový kompakt.